# Raleigh, Florida
Raleigh är en ort i Levy County i delstaten Florida, USA.